# Wanda Orlikowski
Wanda J. Orlikowski est une informaticienne sud-africaine, basée aux Etats-Unis et chercheuse en théorie des organisations et systèmes d'information ; elle occupe la chaire Alfred P. Sloan de technologies de l'information et d'études d'organisation à la Sloan School of Management, au Massachusetts Institute of Technology.

## Formation
Orlikowski a obtenu son Bachelor of Commerce de l'université du Witwatersrand en 1977, un mastère de la même université en 1982, et un doctorat de la Stern School of Business de l'université de New York en 1989.

## Carrière et recherche
Elle a été professeure invitée du centenaire en systèmes d'information à la London School of Economics and Political Science, et professeure invitée à la Judge Business School de l'université de Cambridge. Elle est actuellement professeure Alfred P. Sloan en technologies de l'information et en études d'organisation à la Sloan School of Management du MIT. 
Orlikowski a été rédactrice en chef pour Organization Science (en) et siège actuellement aux comités de rédaction de Information et Organisation et Organization Science.
Elle est membre de l'Academy of Management, de l'Association of Computing Machinery, de l'Institute of Management Science, de la Society of Information Management et de la Society for Organizational Learning.

### Récompenses et distinctions
Orlikowski a été nommée membre de l'Académie de gestion en 2019. Elle a reçu le Distinguished Scholar Award 2015 de la Division de la communication organisationnelle et des systèmes d'information (OCIS) de l'Academy of Management. En 2015, elle a remporté le Lasting Impact Award de l'ACM-CSCW pour son article Learning from Notes: Organizational issues in groupware implementation. 

### Recherches
Les recherches d'Orlikowski examinent les relations entre la technologie et les organisations au fil du temps, en mettant l'accent sur les structures d'organisation, les normes culturelles, les genres de communication et les pratiques de travail. Elle est surtout connue pour son travail d'étude de la mise en œuvre et de l'utilisation des technologies au sein des organisations en s'inspirant de la théorie de la structuration de Giddens. Son article de 1992 "The duality of technology: Rethinking the concept of technology in organizations" («La dualité de la technologie: repenser le concept de la technologie dans les organisations») a été cité plus de 6 200 fois, et son article subséquent en 2000, "Using technology and constituting structures: A practice lens for studying technology in organizations" («Utiliser la technologie et constituer des structures: une lentille pratique pour étudier la technologie dans les organisations»), a reçu plus de 5600 citations. 
Dans les années 1990, elle travaille à développer la théorie de la structuration adaptative au sein de la sociologie des techniques, aux côtés d'autres chercheurs en management des systèmes d’information, également Américains : Gerardine DeSanctis (en) et Scott Poole. Ils entendent dépasser les visions abordant les techniques en termes d’impact ou à l’opposé comme un matériau neutre mobilisé par les managers. Ses travaux portent notamment sur la question de l’appropriation d’outils technologiques par les usagers.
Orlikowski a beaucoup écrit sur l'utilisation des technologies de communication électronique, notamment en collaboration avec JoAnne Yates (en), professeure de communication à la Sloan School of Management du MIT. Elle a également rédigé des articles sur la méthodologie de la recherche et son article de 1991 avec Jack Baroudi dans Information Systems Research (en) est particulièrement cité. Son travail le plus récent examine les pratiques sociomatériales impliquées dans les médias sociaux. Ses récentes collaborations avec Susan V. Scott de la London School of Economics ont attiré le réalisme agentiel de Karen Barad et l'inséparabilité du sens et de la matière pour plaider en faveur de l'inséparabilité de la matérialité (numérique) et du social.

### Études structurelles de la technologie et des organisations
Les études structurelles de la technologie et des organisations ont été fortement influencées par les études sociales de la technologie. Dans un premier temps, plaidant pour une vision de la «dualité de la technologie», Orlikowski a poursuivi en plaidant pour une compréhension basée sur la pratique de l'interaction récursive entre les personnes et les technologies au fil du temps. Orlikowski (2000) soutient que les structures émergentes offrent une vue plus générative de l'utilisation de la technologie, ce qui suggère que les utilisateurs ne le font pas tant de technologies appropriées qu'ils adoptent des technologies-en-pratique particulière avec eux. La mise en œuvre continue de technologies dans la pratique soit reproduisent les conditions structurelles existantes, soit produisent des changements qui peuvent conduire à une transformation structurelle. 
En se basant sur une série d'études empiriques de technologies collaboratives (groupware), Orlikowski a identifié au moins trois types de mises en acte produits selon des conditions différentes et produisant des conséquences différentes associées à l'engagement dans les technologies-en-pratique.
- L'inertie conduit au renforcement et à la préservation du statu quo structurel. L'action humaine avec l'utilisation de la technologie a tendance à être progressive, les personnes utilisant la technologie pour continuer leurs pratiques de travail existantes. Dans le cas des logiciels collaboratifs, les conditions de renforcement comprenaient des hiérarchies de carrière rigides, des incitations individualistes et des cultures concurrentielles.
- L'application qui survient lorsque les gens commencent à utiliser la technologie de nouvelles façons dans leurs pratiques de travail. Une telle utilisation peut commencer à produire des changements notables dans les méthodes de travail existantes, y compris des adaptations aux artefacts utilisés.
- Le changement, où les gens intègrent la technologie dans leurs méthodes de travail de manière à modifier d'importants changements dans les pratiques de travail. Ces changements en cours peuvent avec le temps conduire à une transformation substantielle du statu quo structurel.

### De nouvelles façons de traiter la matérialité dans la recherche organisationnelle
Dans des travaux plus récents, Orlikowski soutient que nos principales façons de traiter la matérialité dans la recherche organisationnelle sont conceptuellement problématiques et propose une approche alternative qui pose la matérialité comme constitutive de la vie quotidienne. Ce travail s'inspire du réalisme agentiel (en) de Karen Barad et de la notion de sociomatérialité (en) influencée par les travaux de Lucy Suchman et Annemarie Mol .
Dans leurs travaux communs, Orlikowski et Susan Scott de la London School of Economics plaident pour une focalisation sur les pratiques sociomatérielles au sein des études structurelles de la technologie et des organisations. Cela reconnaît que toutes les pratiques sont toujours et partout sociomatérielles, et que cette sociomatérialité est constitutive des contours et des possibilités de l'organisation quotidienne

## Sélection bibliographique
Ses publications  comprennent:
- Orlikowski, W.J. et J.J. Baroudi. "Studying Information Technology in Organizations: Research Approaches and Assumptions." Information Systems Research, 2, 1, 1991: 1-28. DOI 10.1287/isre.2.1.1
- Orlikowski, W.J. "The Duality of Technology: Rethinking the Concept of Technology in Organizations." Organization Science, 3, 3, 1992: 398-427. DOI 10.1287/orsc.3.3.398
- Orlikowski, W.J. et JoAnne Yates (en). "Genre Repertoire: The Structuring of Communicative Practices in Organizations." Administrative Science Quarterly, 39, 4, 1994: 541-574. DOI 10.2307/2393771
- Cynthia Beath (en) et Wanda J. Orlikowski. "The contradictory structure of systems development methodologies: deconstructing the IS-user relationship in information engineering." Information Systems Research 5.4 (1994): 350-377. DOI 10.1287/isre.5.4.350
- Orlikowski, W.J. "Improvising Organizational Transformation over Time: A Situated Change Perspective." Information Systems Research, 7, 1, 1996: 63-92.  (ISBN 978-0-7619-2301-5)
- Orlikowski, W.J. "Using Technology and Constituting Structures: A Practice Lens for Studying Technology in Organizations." Organization Science, 11, 4, 2000: 404-428. DOI 10.1287/orsc.11.4.404.14600, également dans (en) Wanda J. Orlikowski, « Using Technology and Constituting Structures: A Practice Lens for Studying Technology in Organizations », dans Resources, Co-Evolution and Artifacts, Springer London, 2008 (ISBN 978-1-84628-900-2, DOI 10.1007/978-1-84628-901-9_10, lire en ligne), p. 255–305
- Orlikowski, W.J. "Knowing in Practice: Enacting a Collective Capability in Distributed Organizing." Organization Science, 13, 4, 2002: 249-273. DOI 10.1287/orsc.13.3.249.2776
- Shultze, U. et W.J. Orlikowski. "A Practice Perspective on Technology-Mediated Network Relations: The Use of Internet-based Self-Serve Technologies." Information Systems Research, 15, 1, 2004: 87-106. DOI 10.1287/isre.1030.0016
- Orlikowski, W.J. "Sociomaterial Practices: Exploring Technology at Work." Organization Studies, 28, 2007: 1435-1448. DOI 10.1177/0170840607081138
- Levina, N. et W.J. Orlikowski. "Understanding Shifting Power Relations within and across Fields of Practice: A Critical Genre Analysis." Academy of Management Journal, 52, 4, 2009: 672–703. DOI 10.5465/amj.2009.43669902
- Orlikowski, W.J. et Scott, S.V. "Sociomateriality: Challenging the Separation of Technology, Work and Organization," Annals of the Academy of Management, 2, 1, 2008: 433-474. DOI 10.1080/19416520802211644
- Schultze, U. et W.J. Orlikowski. "Research Commentary—Virtual Worlds: A Performative Perspective on Globally Distributed, Immersive Work" Information Systems Research, 21, 4, 2010: 810-821. DOI 10.1287/isre.1100.0321
- Orlikowski, W.J. "The Sociomateriality of Organizational Life: Considering Technology in Management Research." "Cambridge Journal of Economics", 34, 1, 2010: 125-141. DOI 10.1093/cje/bep058
- Feldman, M. et W.J. Orlikowski. "Theorizing Practice and Practicing Theory." Organization Science, 22, 5, 2011: 1240-1253. DOI 10.1287/orsc.1100.0612
- Orlikowski, W.J. et Scott, S.V. "What Happens when Evaluation Goes Online? Exploring Apparatuses of Valuation in the Travel Sector," Organization Science, 25, 3, 2014: 868-891. DOI 10.1287/orsc.2013.0877.